# Mariam Mint Ahmed Aicha

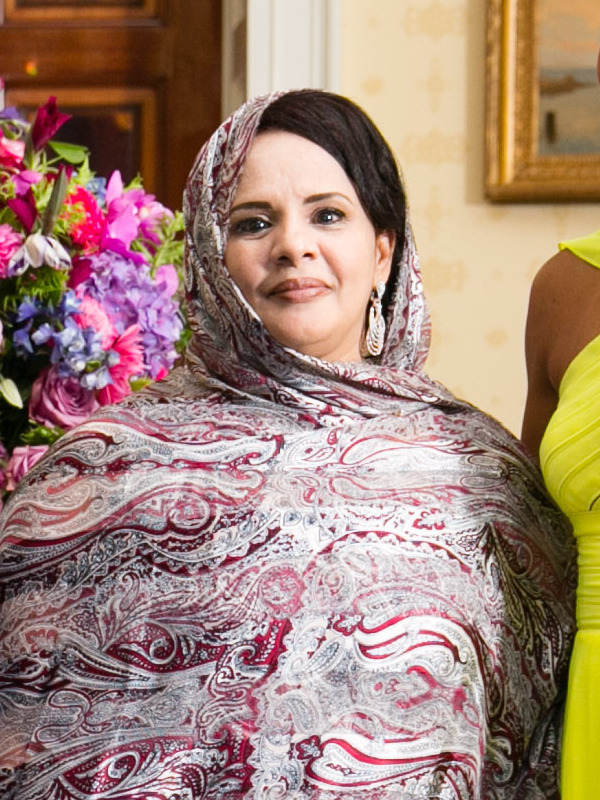
Mariam Mint Ahmed (2014)

Mariam Mint Ahmed Aicha là một chính trị gia người Mauritanie. Tên của cô đôi khi được đặt tên là Mariam Mint Ahmed Aiche hoặc Mariam bint Ahmed Aiche. Từ năm 1992 đến năm 1994, bà là Bộ trưởng Bộ Phụ nữ; từ năm 1994 đến năm 1995, cô là Bộ trưởng Phụ nữ.